# Ян Шуай
Ян Шуай (кит. трад. 杨帅; англ. Yang Shuai;) — китайский шорт-трекист. Серебряный призёр чемпионата мира 2019 года.

## Биография
Ян Шуай в ноябре 2016 года на втором этапе Национальной лиги конькобежного спорта по шорт-треку в Чанчуне занял 2-е место в беге на 1000 метров, и в гонке преследования на четыре круга также поднялся на 2-е место. 24 февраля 2017 года он завоевал серебряную медаль на дистанции 500 метров среди мужчин на 3-х Всемирных зимних военных играх в Сочи со временем 42,074 секунды, а также выиграл бронзовую медаль в смешанной эстафете.
В ноябре 2017 года в Национальной лиге Ян Шуай, игрок Ледовой тренировочной базы Народно-освободительной армии, наконец, выиграл финал на 1500 метров со временем 2:21,983 сек. В апреле 2018 года он был выбран во 2-ю группу национальной сборной по шорт-треку Китайской ассоциацией конькобежного спорта. В марте на чемпионате мира в Монреале поднялся на 5-е место в эстафете.
В декабре 2018 года на Кубке Китая в Циндао выиграл в беге на 500 м, а в январе 2019 года в Пекине выиграл золотую медаль в беге на 500 м и серебряную медаль на 1500 м и был отобран в сборную на чемпионат мира. В феврале на Кубке мира в Турине занял 10-е место в беге на 500 м и 5-е в эстафете. В марте на чемпионате мира в Софии вместе с командой завоевал серебряную медаль в эстафетной гонке.